# Columbiaanse grondeekhoorn
De Columbiaanse grondeekhoorn (Urocitellus columbianus)  is een zoogdier uit de familie van de eekhoorns (Sciuridae). De wetenschappelijke naam van de soort werd voor het eerst geldig gepubliceerd door Ord in 1815.

## Kenmerken
De lichaamslengte bedraagt 25 tot 29 cm, de staartlengte 8 tot 11,5 cm en het gewicht 850 tot 1000 gram.

## Leefwijze
Zijn voedsel bestaat uit vruchten, zaden, bloemen bollen en soms insecten, die in de vlucht worden gevangen. Het zijn in groepsverband levende dieren, die in kolonies wonen. Komen ze soortgenoten tegen, dan worden die "gezoend". Ze ruiken dan met scheefgehouden kop aan de geurklieren bij de mond.

## Verspreiding
Deze soort komt voor in bergachtige streken met open habitats in West-Canada en de noordwestelijke VS.